# Halifax Mooseheads
Die Halifax Mooseheads sind ein professionelles kanadisches Junioren-Eishockeyteam aus Halifax, Nova Scotia, das in der Québec Major Junior Hockey League spielt. Seine Heimspiele trägt das Franchise im Scotiabank Centre aus, das zu den meistbesuchten Stadien der gesamten Liga gehört.

## Geschichte
Als die Mooseheads zur Saison 1994/95 gegründet wurden, waren sie das erste professionelle Juniorenteam aus den Atlantischen Provinzen Kanadas, inzwischen haben es jedoch sechs weitere Teams den Mooseheads gleichgetan. 2000 war das Franchise Gastgeber des Memorial Cup, die Meisterschaft der Dachorganisation CHL, die jährlich zwischen den Meistern der drei kanadischen Top-Juniorenligen WHL, OHL und QMJHL ausgespielt wird. Als Gastgeber waren die Mooseheads automatisch qualifiziert und beendeten das Turnier schließlich auf dem dritten Platz. 2003 stand das Team im Finale der QMJHL-Play-Offs, verlor dort aber gegen die Hull Olympiques in sieben Spielen, 2005 scheiterte man erneut erst im Finale, diesmal Rimouski Oceanic (in vier Spielen).  Ursprünglich gehörte das Franchise der Moosehead Brauerei aus Saint John, die die Rechte dann allerdings 2003 an den ehemaligen NHL-Spieler Bobby Smith verkauften.

## Spielzeiten
| Saison  | Sp | S  | N  | U/SON | OTN | Pkt | Pct % | T   | GT  | Platzierung                                           |
| ------- | -- | -- | -- | ----- | --- | --- | ----- | --- | --- | ----------------------------------------------------- |
| 1994/95 | 72 | 24 | 42 | 6     | -   | 54  | 0.375 | 257 | 317 | 6. Dilio Division                                     |
| 1995/96 | 70 | 32 | 36 | 2     | -   | 66  | 0.471 | 258 | 262 | 4. Dilio Division                                     |
| 1996/97 | 70 | 37 | 29 | 4     | -   | 78  | 0.557 | 267 | 255 | 3. Dilio Division                                     |
| 1997/98 | 70 | 24 | 41 | 5     | -   | 53  | 0.379 | 263 | 316 | 5. Dilio Division                                     |
| 1998/99 | 70 | 46 | 20 | 4     | -   | 96  | 0.686 | 298 | 206 | 2. Dilio Division                                     |
| 1999/00 | 72 | 41 | 20 | 6     | 5   | 93  | 0.611 | 316 | 259 | 2. Maritimes Division                                 |
| 2000/01 | 72 | 32 | 24 | 10    | 6   | 80  | 0.514 | 235 | 253 | 1. Maritimes Division                                 |
| 2001/02 | 72 | 39 | 21 | 9     | 3   | 90  | 0.604 | 267 | 197 | 2. Maritimes Division                                 |
| 2002/03 | 72 | 44 | 15 | 10    | 3   | 101 | 0.681 | 289 | 206 | 1. Maritimes Division                                 |
| 2003/04 | 70 | 17 | 43 | 7     | 3   | 44  | 0.293 | 194 | 274 | 4. Atlantic Division                                  |
| 2004/05 | 70 | 42 | 16 | 10    | 2   | 96  | 0.671 | 242 | 172 | 1. Atlantic Division                                  |
| 2005/06 | 70 | 35 | 33 | 1     | 1   | 72  | 0.507 | 246 | 258 | 5. East Division                                      |
| 2006/07 | 70 | 32 | 31 | 4     | 3   | 71  | 0.457 | 269 | 287 | 6. East Division                                      |
| 2007/08 | 70 | 42 | 23 | 5     | -   | 89  | 0.636 | 278 | 241 | 1. East Division                                      |
| 2008/09 | 68 | 19 | 41 | 5     | 3   | 46  | 0.338 | 193 | 290 | 6. Atlantique Division                                |
| 2009/10 | 68 | 13 | 48 | 4     | 3   | 33  | 0.243 | 171 | 288 | 6. Atlantique Division                                |
| 2010/11 | 68 | 20 | 43 | 3     | 2   | 45  | 0.331 | 186 | 262 | 5. Maritimes Division                                 |
| 2011/12 | 68 | 39 | 22 | 5     | 2   | 85  | 0.625 | 250 | 238 | 2. Maritimes Division                                 |
| 2012/13 | 68 | 58 | 6  | 1     | 3   | 120 | 0.882 | 347 | 176 | 1. Maritimes Division Coupe du Président Memorial Cup |
| 2013/14 | 68 | 47 | 18 | 3     | 0   | 97  | 0.713 | 292 | 182 | 1. Maritimes Division                                 |
| 2014/15 | 68 | 32 | 30 | 4     | 2   | 70  | 0.515 | 227 | 242 | 4. Maritimes Division                                 |
| 2015/16 | 68 | 21 | 39 | 7     | 1   | 50  | 0.345 | 193 | 277 | 6. Maritimes Division                                 |
| 2016/17 | 68 | 27 | 35 | 3     | 3   | 60  | 0.441 | 229 | 259 | 5. Maritimes Division                                 |

Legende zur Saisonstatistik: GP oder Sp = Spiele insgesamt; W oder S = Siege; L oder N = Niederlagen; T oder U = Unentschieden; OTS = Siege nach Verlängerung (Overtime);  OTN oder OL = Overtime-Niederlagen; SOS = Shootout-Siege; SOL oder SON = Shootout-Niederlagen; P oder Pkt = Punkte; Pct % = Siege in %; GF oder T = Tore; GA oder GT = Gegentore

## Ehemalige Spieler
Verschiedene Spieler, die ihre Juniorenzeit bei den Mooseheads verbrachten, machten später auch in der National Hockey League Karriere. Einige von ihnen sind:
- Ramzi Abid
- Konrad Abeltshauser
- Frédéric Cassivi
- Marc Chouinard
- Joe DiPenta
- Jonathan Drouin
- Benoît Dusablon
- Nikolaj Ehlers
- Ryan Flinn
- Martin Frk
- Jean-Sébastien Giguère
- Nico Hischier
- Éric Houde
- Milan Jurčina
- Jason King
- Pascal Leclaire
- Joey MacDonald
- Nathan MacKinnon
- Brad Marchand
- Timo Meier
- Ladislav Nagy
- Alexandre Picard
- Brandon Reid
- Jody Shelley
- Alex Tanguay
- Jakub Voráček
- MacKenzie Weegar

## Gesperrte Nummern
Rückennummern von besonders verdienten Spielern wurden „gesperrt“, das heißt, sie werden heute nicht mehr an andere Spieler vergeben. Diese Nummern sind:
- 18 – Alex Tanguay
- 25 – Jody Shelley
- 47 – Jean-Sébastien Giguère

## Trainer
- Clément Jodoin (1994/95–1996/97)
- Shawn MacKenzie (1996/97, 2000/01–2004-05)
- Danny Grant (1997/98)
- Robert Mongrain (1998/99–1999/2000)
- Cam Russell (2000/01)
- Chris Donnelly (2003/04)
- Marcel Patenaude (2004/05)
- Al MacAdam (2004/05–2005/06)
- Cam Russell (2006/07–2010/11)
- Chris Donnelly (2009/10)
- Bobby Smith (2010/11)
- Dominique Ducharme (2011/12–2015/16)
- André Tourigny (2016/17)
- Jim Midgley (seit 2017/18)

## Topscorer
- 1994/95: Brant Blackned – 97 Punkte
- 1995/96: Éric Houde – 88 Punkte
- 1996/97: François Sasseville – 73 Punkte
- 1997/98: Alex Tanguay – 85 Punkte
- 1998/99: Ladislav Nagy – 126 Punkte
- 1999/00: Ramzi Abid – 158 Punkte
- 2000/01: Jason King – 89 Punkte
- 2001/02: Jason King – 99 Punkte
- 2002/03: Stuart MacRae – 96 Punkte
- 2003/04: Daniel Sparre – 68 Punkte
- 2004/05: Daniel Sparre – 68 Punkte
- 2005/06: David Brine – 100 Punkte
- 2006/07: Jakub Voráček – 86 Punkte
- 2007/08: Jakub Voráček – 101 Punkte
- 2008/09: Juri Scheremetew und Tomáš Knotek – 49 Punkte
- 2009/10: Tomáš Knotek – 58 Punkte
- 2010/11: Carl Gélinas – 54 Punkte
- 2011/12: Nathan MacKinnon – 78 Punkte
- 2012/13: Jonathan Drouin – 105 Punkte
- 2013/14: Jonathan Drouin – 108 Punkte
- 2014/15: Nikolaj Ehlers – 101 Punkte
- 2015/16: Maxime Fortier – 77 Punkte
- 2016/17: Maxime Fortier – 87 Punkte